# Problème de la taille du proton
Le problème de la taille du proton est un problème de la physique nucléaire. Il concerne le rayon de charge du proton, pour lequel des méthodes différentes donnent deux groupes non compatibles de valeurs, autour de 0,84 et 0,88 femtomètre.
Mis en évidence en 2010, ce problème est résolu, en 2019 par une expérience d'interférométrie de Ramsey (en) dont la durée a été de 8 années, aboutie en septembre 2019, par une équipe de chercheurs de l'université de York, à Toronto, au Canada, conduite par Eric Hessels (en) et son équipe. Finalement, les deux méthodes (hydrogène muonique et classique) donnent des résultats compatibles, mais donnant une valeur numérique légèrement plus petite que les valeurs anciennement admises.

## Historique
| Année | Méthode            | Valeur basse (fm)   | Valeur haute (fm) |
| ----- | ------------------ | ------------------- | ----------------- |
| 2010  | Diffusion e/p      |                     | 0,879 ± 0,006     |
| 2010  | Bilan de CODATA    |                     | 0,877 ± 0,007     |
| 2010  | Transition µ 2S→2P | 0,841 84 ± 0,000 67 |                   |
| 2013  | Transition µ 2S→2P | 0,840 87 ± 0,000 39 |                   |
| 2014  | Bilan de CODATA    |                     | 0,875 1 ± 0,006 1 |
| 2017  | Transition e 2S→4P | 0,833 5 ± 0,009 5   |                   |
| 2018  | Transition e 1S→3S |                     | 0,877 ± 0,010     |
| 2018  | Bilan de CODATA    | 0,841 4 ± 0,001 9   |                   |
| 2019  | Transition e 2S→2P | 0,833 ± 0,010       |                   |
| 2019  | Diffusion e/p      | 0,831 ± 0,012       |                   |

Pendant des décennies, le rayon de charge du proton était considéré comme connu, deux méthodes différentes donnant des résultats compatibles, l'une par mesure des niveaux d'énergie de l'atome d'hydrogène et l'autre par diffusion des électrons (en).
Le Comité de données pour la science et la technologie (CODATA) officialise en 2010 la valeur 0,877 ± 0,007 fm.
En 2010, une équipe de chercheurs conduite par l'Allemand Randolf Pohl (de) à l'Institut Paul Scherrer annonce une nouvelle mesure basée sur un atome d'hydrogène muonique, c'est-à-dire un atome exotique où l'électron du protium a été remplacé par un muon. Alors qu'ils cherchaient à affiner la valeur déjà connue avec une plus grande précision, les chercheurs publient dans Nature un résultat incompatible avec les précédentes mesures,. La valeur qu'ils trouvent, 0,841 84 ± 0,000 67 fm, est inférieure de 4 % à la valeur admise jusque là, ce qui dépasse très largement les incertitudes de mesure. Une nouvelle expérience réalisée en 2013 parvient à 0,840 87 ± 0,000 39 fm, ce qui est en adéquation avec les résultats précédents, sans apporter d’explication à l’écart avec la valeur recommandée par le CODATA,.
En 2019, deux équipes différentes annoncent de nouvelles valeurs : 0,833 ± 0,010 fm et 0,831 ± 0,012 fm, encore des valeurs basses.

### Cas du deutérium
Le rayon de charge du deuton, noyau du deutérium composé d’un proton et d’un neutron a été mesuré en 2016. Comme pour le protium muonique, un atome exotique de deutérium, pour lequel son électron a été remplacé par un muon, a été utilisé pour réaliser la mesure. Les résultats indiquent également que le rayon du deuton est significativement plus petit que la valeur recommandée par le CODATA pour cette grandeur,.

## Interprétation des résultats
Au moment de la publication des résultats sur le deutérium en août 2016, l’incompatibilité entre les mesures n’était pas expliquée par les chercheurs. Une des pistes explorées était une erreur dans l’estimation de la constante de Rydberg de l'atome d'hydrogène, mais elle a été mesurée avec précision dans d'autres expériences.